# Tamba sidonalis
Tamba sidonalis là một loài bướm đêm trong họ Noctuidae.